# Raising Sand
Raising Sand este titlul unui album muzical lansat în 23 octombrie 2007 la casa de discuri Rounder Records prezentând o colaborare muzicală inedită a doi mari muzicieni, Robert Plant, cunoscutul vocalist al formației britanice de muzică rock Led Zeppelin și Alison Krauss, cântăreață americană consacrată în genul muzical numit bluegrass, considerat adeseori un sub-gen al muzicii country.  Albumul, prezentând o fuziune a genurilor muzicale folk și rock, poate fi încadrat în genul numit Folk rock.
Albumul a fost recompensat cu premiul Grammy pentru anul 2009, iar cei doi muzicieni au fost recompensați în 2008 cu titlurile de Americana Music Association Album of the Year (artist)| respectiv Americana Music Association Duo/Group of the Year|.

## Diferite clasamente pe țări
| Chart (2007–08)                          | Peak position |
| ---------------------------------------- | ------------- |
| Australian Albums (ARIA)                 | 45            |
| Austrian Albums (Ö3 Austria)             | 31            |
| Belgian Albums (Ultratop Wallonia)       | 2             |
| Belgian Albums (Ultratop Flanders)       | 12            |
| Danish Albums (Hitlisten)                | 22            |
| Dutch Albums (MegaCharts)                | 26            |
| French Albums (SNEP)                     | 49            |
| Finnish Albums (Suomen virallinen lista) | 23            |
| New Zealand Albums (Recorded Music NZ)   | 3             |
| Norwegian Albums (VG-lista)              | 1             |
| Spanish Albums (PROMUSICAE)              | 74            |
| Swedish Albums (Sverigetopplistan)       | 2             |
| UK Albums (OCC)                          | 2             |
| US Billboard 200                         | 2             |

Certifications
| Country        | Provider | Certification |
| -------------- | -------- | ------------- |
| United States  | RIAA     | Platinum      |
| United Kingdom | BPI      | Platinum      |
| Sweden         | IFPI     | Platinum      |